# گلینکوراگ
گلینکوراگ (به انگلیسی: Glyncorrwg) یک منطقهٔ مسکونی در بریتانیا است که در نیث پورت تالبوت واقع شده‌است. گلینکوراگ ۵٬۲۸۳ نفر جمعیت دارد.